# Yermoia perplexata
Yermoia perplexata är en fjärilsart som beskrevs av Mcdunnough 1940. Yermoia perplexata ingår i släktet Yermoia och familjen mätare. Inga underarter finns listade i Catalogue of Life.